# Reginald A. Daly House
Das Reginald A. Daly House ist ein historisches Wohnhaus in Cambridge im Bundesstaat Massachusetts der Vereinigten Staaten. Es wurde nach dem kanadischen Geologen Reginald Aldworth Daly benannt, der es von 1910 bis 1957 bewohnte. 1976 wurde es als National Historic Landmark in das National Register of Historic Places eingetragen, seit 1983 ist es zugleich Contributing Property zum Old Cambridge Historic District.

## Historische Bedeutung
Das Baujahr des zweieinhalbstöckigen Gebäudes ist ebenso wie der Architekt nicht bekannt, jedoch lässt sich von den äußeren Gestaltungsmerkmalen der Queen-Anne-Stil ableiten, der für die 1880er und 1890er Jahre typisch war. Das Haus befindet sich äußerlich im Originalzustand.
Der 1871 bei Napanee geborene Daly erhielt 1891 einen Abschluss am damaligen Victoria College (heute University of Toronto), wo er sein Interesse an der Geologie entdeckte. Anschließend zog er in die USA und schloss sein Postgraduales Studium an der Harvard University 1893 mit einem Master of Arts ab. 1896 verlieh ihm die Universität einen Doktorgrad. Nach weitergehenden Studien in Deutschland und Frankreich kehrte er nach Harvard zurück und lehrte dort Geologie, bis er 1901 zur Canadian Boundary Commission wechselte. 1908 kam er nach Cambridge zurück und trat eine Lehrstelle am Massachusetts Institute of Technology an. 1912 erhielt er an der Harvard University die Sturgis-Hooper-Professur für Geologie, die er bis zum Ende seiner Karriere beibehielt.
Dalys Reputation als herausragender Geologe beruht vor allem auf seinen Bemühungen, die im Feld gesammelten realen Daten zu theoretischen Generalisierungen zu verarbeiten. In mehr als 150 Büchern und anderen Veröffentlichungen erarbeitete er Ideen und Konzepte, die zum Teil ganz neue Forschungsfelder innerhalb der Geologie eröffneten. Sein 1914 veröffentlichtes Buch Igneous Rocks and Their Origin bildete – obwohl seine wesentliche Grundannahme später widerlegt wurde – den Grundstein für die Arbeit von mehreren Generationen von Geologen. Darüber hinaus war Daly einer der ersten, der die Wissenschaft der Geologie mit Erkenntnissen aus Physik und Chemie verknüpfte.
In Anerkennung seiner Verdienste wurden Daly zahlreiche Ehrungen verliehen, darunter mehrere Ehrendoktorgrade sowie 1932 der Hayden Memorial Geological Award.